# Friedhelm Renno
Friedhelm Renno (* 8. September 1940; † 1. Januar 2023) war ein deutscher Fußballspieler und -trainer. Er spielte auf der Position des Torwarts.

## Werdegang
Renno begann seine Karriere 1949 beim VfB 03 Bielefeld. Er spielte in verschiedenen Auswahlmannschaften, wie die Westfalen-, Westdeutsche- und Deutsche Amateurnationalmannschaft. Mit Arminia Bielefeld, wo er in den frühen 1960er Jahren in der ersten Mannschaft spielte, wurde er 1962 Westfalenmeister und schaffte den Aufstieg in die II. Division West. Ein Jahr später, 1962/63, qualifizierte sich Renno mit 29 Ligaeinsätzen unter den Trainern Jakob Wimmer (20 Spiele) und Hellmut Meidt (zehn Spiele) mit der Arminia als Tabellensiebter für die neu geschaffene Regionalliga West.
Renno wechselte allerdings zur Saison 1963/64 zum Regionalligisten Bayer 04 Leverkusen, wo er den zum Meidericher SV in die Fußball-Bundesliga gewechselten Manfred Manglitz ersetzen sollte. Zunächst war Renno in Leverkusen Stammspieler. Im Debütjahr der damals zweitklassigen Regionalliga West, 1963/64, erreichte er mit Mitspielern wie Werner Biskup, Werner Görts und Hans-Otto Peters unter Trainer Fritz Pliska den 12. Rang. Ab 1967 war er hinter dem Mannheimer Neuzugang Hans Benzler nur noch Reservist. Als die Elf mit Trainer Theo Kirchberg die Meisterschaft 1967/68 errang, kam er lediglich am neunten Spieltag, den 8. Oktober 1967, bei einem 2:0-Heimerfolg gegen Westfalia Herne zu einem Ligaeinsatz, weil er fast ein Jahr wegen eines ausgerenketen Knöchelbruches pausieren musste. Seine letzten drei Regionalligaeinsätze hatte er in der Runde 1968/69, wo neben Benzler auch noch der junge Dieter Ferner zum Bayer-Torhütertrio gehörte.
Im Sommer 1969 beendete Renno seine aktive Laufbahn und trainierte die A-Jugend Mannschaft von Bayer 04 Leverkusen. Er absolvierte 81 Regionalligaspiele. In der Saison 1973/74 trainierte Renno die 1. Mannschaft von Bayer 04 Leverkusen in der Verbandsliga Mittelrhein. Mit dieser Mannschaft wurde er Mittelrheinmeister und spielte um die Deutsche Amateurmeisterschaft. Mitte der 1980er hatte er das Traineramt beim SV Schlebusch inne.
Später war Renno im Ältestenrat von Bayer 04 aktiv.